# Tore Darelius

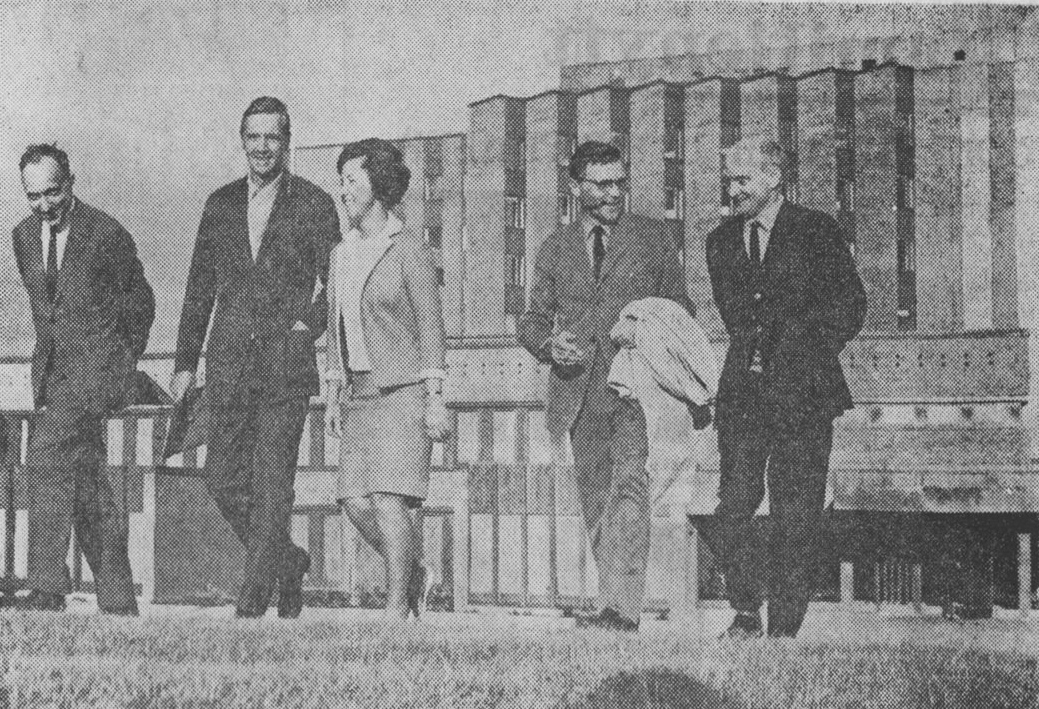
Tore Darelius (längst till höger) framför Löwenströmska sjukhuset (1968)

Tore Sven Ingvar Darelius, född 18 oktober 1923 i Stafsinge församling, Hallands län, död 22 augusti 2005, var en svensk inredningsarkitekt. 
Darelius, som var son till folkskollärare Sven Darelius och Frida Jönsson, utexaminerades från Högre konstindustriella skolan 1950. Han anställdes hos arkitekt Rolf Engströmer i Stockholm 1950, hos arkitekt Lars-Erik Lallerstedt 1953, hos Sven Kai-Larsen Inredningsarkitekt AB 1956, där han även var delägare. Han bedrev därefter egen verksamhet genom, tillsammans med Åke Tell, Darelius & Tell AB och senare i egen regi. Bland arbeten (tillsammans med andra): inredning till Danderyds sjukhus, Ersta sjukhus, Nacka lasarett, Löwenströmska sjukhuset samt sjukhus i Örebro, Linköping och Göteborg.